# کرویدون (یوتا)
کرویدون (به انگلیسی: Croydon) یک منطقهٔ مسکونی در ایالات متحده آمریکا است که در شهرستان مورگان، یوتا واقع شده‌است. کرویدون ۱٬۶۲۸٫۸۷ متر بالاتر از سطح دریا واقع شده‌است.